# Marija Nablocka
Marija Nablocka, slovenska igralka ruskega rodu, * 14. julij 1890, Astrahan, † 6. oktober 1969, Ljubljana.

## Življenjepis
Rodila se je kot Marija Nikolajevna Borislavska, po prihodu v Ljubljano, leta 1922, pa je prevzela ime Marija Nablocka. Bila je članica Narodnega gledališča vse do leta 1956. Leta 1965 je prejela Župančičevo nagrado.
Leta 1953 je nastopila v slovenskem celovečernem filmu Jara gospoda.
Leta 1959 je Mirko Mahnič, slovenski scenarist in režiser je posnel kratki dokumentarni film »Marija Nablocka«. Leta 1985 je slovenski režiser Dragan Živadinov uprizoril retrogardistični gledališki dogodek »Marija Nablocka«.

## Vloge
- Lidia Voronina, operna igralka, v filmu "Vlast demona/Власть демона" (1917), rež. Nikolaj Malikov[5]
- Vera Pavlovna, žena Krapilina, v filmu "Kaj storiti?/Что делать?" (1919), rež. Mihail Bonč Tomaševski&Aleksej Smirnov[6]
- Nastasija Filipovna, "Idiot", Fjodor Mihajlovič Dostojevski, 1922, red. Boris Putjata
- Canina, prostitutka, "Volpone", Ben Jonson/Stefan Zweig, (1928/1929) & (1950/1951)
- Baronica Castelli Glembay, "Gospoda Glembajevi", Miroslav Krleža, (1930/1931 do 1937/1938), rež. Branko Gavella
- Gospa Ministrica, "Gospa Ministrica", Branislav Nušić, (1947), rež. Fran Žižek
- Madam Lili, v filmu "Jara gospoda" (1953), rež. Bojan Stupica[7]
- Marija Nablocka kao Živka, Gospa Ministrica, Drama Ljubljana, 1947Grofica Aurellia, "Norica iz Chailotta", Jean Giraudoux, (1956)[8]

## Nagrade
- Orden Rada II stupnja (1949)
- Župančičeva nagrada (1965)